# الدوري البلجيكي الممتاز 1900–01
الدوري البلجيكي الممتاز 1900–01 (بالفرنسية: Championnat de Belgique de football 1900-1901)‏ هو الموسم 6 من Belgian football league system ‏. أقيم بتاريخ 21 أكتوبر 1900، وأشرف على تنظيمه الاتحاد الملكي البلجيكي لكرة القدم، وكان عدد الأندية المشاركة فيه 9، وفاز فيه Royal Racing Club de Bruxelles ‏.